# Mycomya norna
Mycomya norna är en tvåvingeart som beskrevs av Vaisanen 1984. Mycomya norna ingår i släktet Mycomya och familjen svampmyggor.
Artens utbredningsområde är Sverige. Arten är reproducerande i Sverige. Inga underarter finns listade i Catalogue of Life.